# Prothèse externe
Une prothèse externe ou exo-prothèse a pour but de remplacer une articulation ou un membre à la suite d'une amputation ou d'un handicap de naissance.
Il y aurait environ 40 000 personnes amputées en France avec environ 4 000 à 5 000 nouveaux cas par an.
On peut distinguer les prothèses de membre supérieur de celle du membre inférieur.

## Membre supérieur

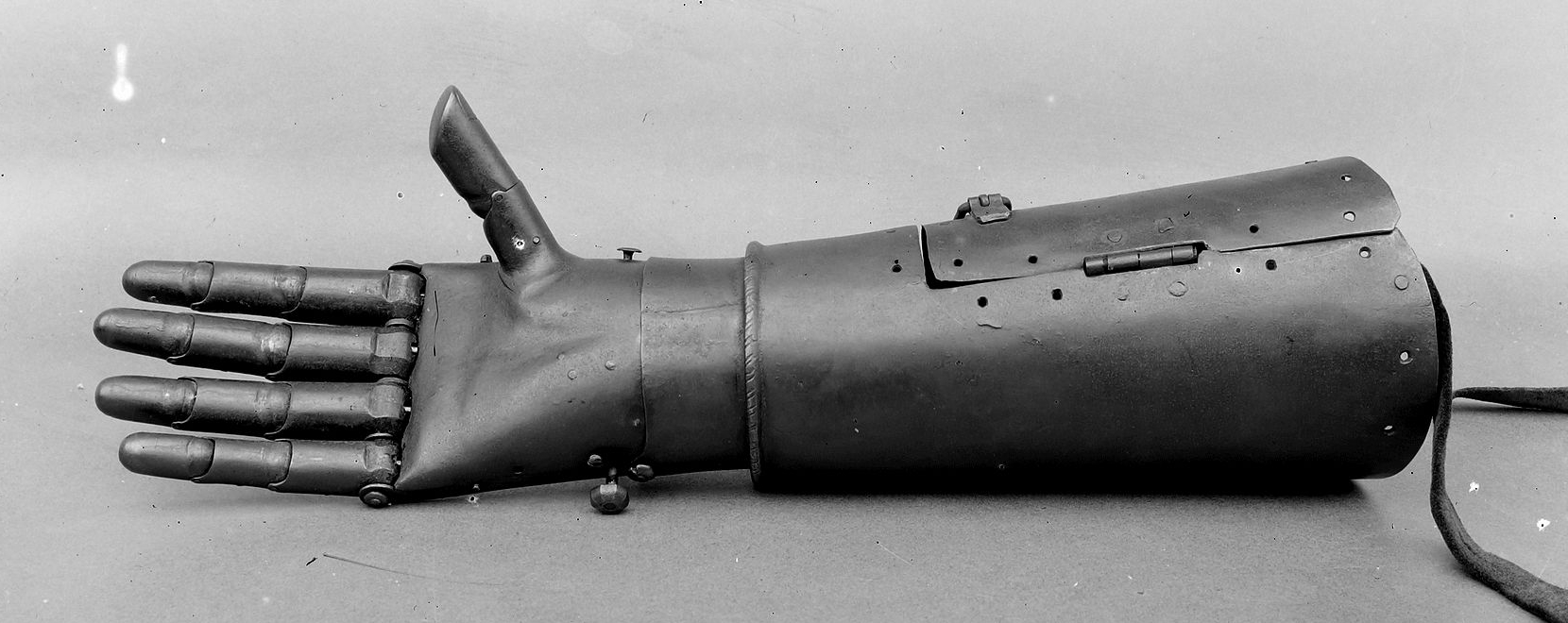
Main prothétique ayant sans doute appartenu à Götz von Berlichingen (1480–1562)
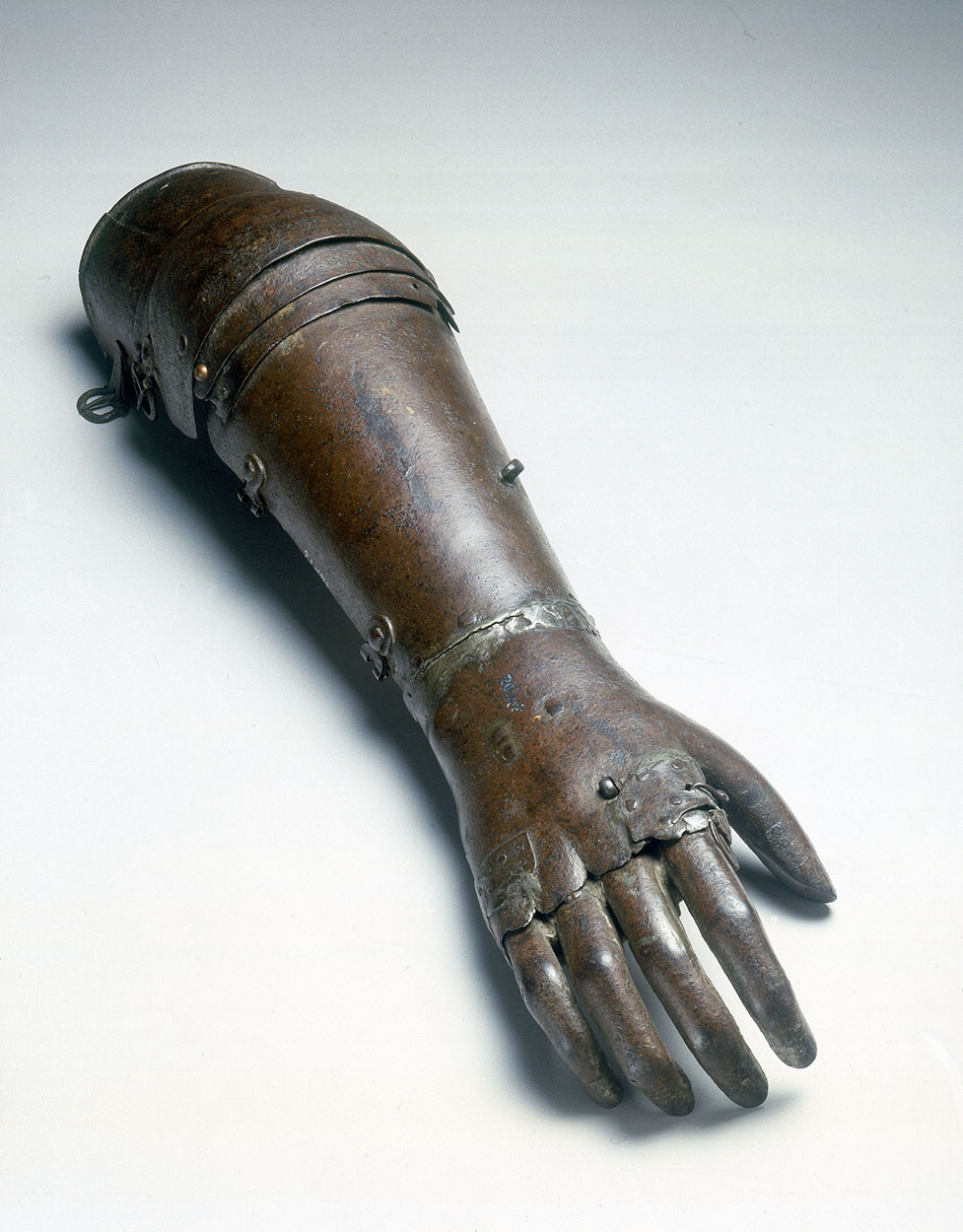
Bras artificiel en fer (1560–1600)

Au XIXe siècle, le comte de Beaufort fut l'un des chercheurs et inventeurs de prothèses de membres. Les photographies ci-dessous montrent la prothèse de main droite qu'a portée Louis-Eudes de Fremond de La Merveillère, capitaine au 2e régiment d'Artillerie, après avoir eu les deux mains emportées par un obus devant Sébastopol.

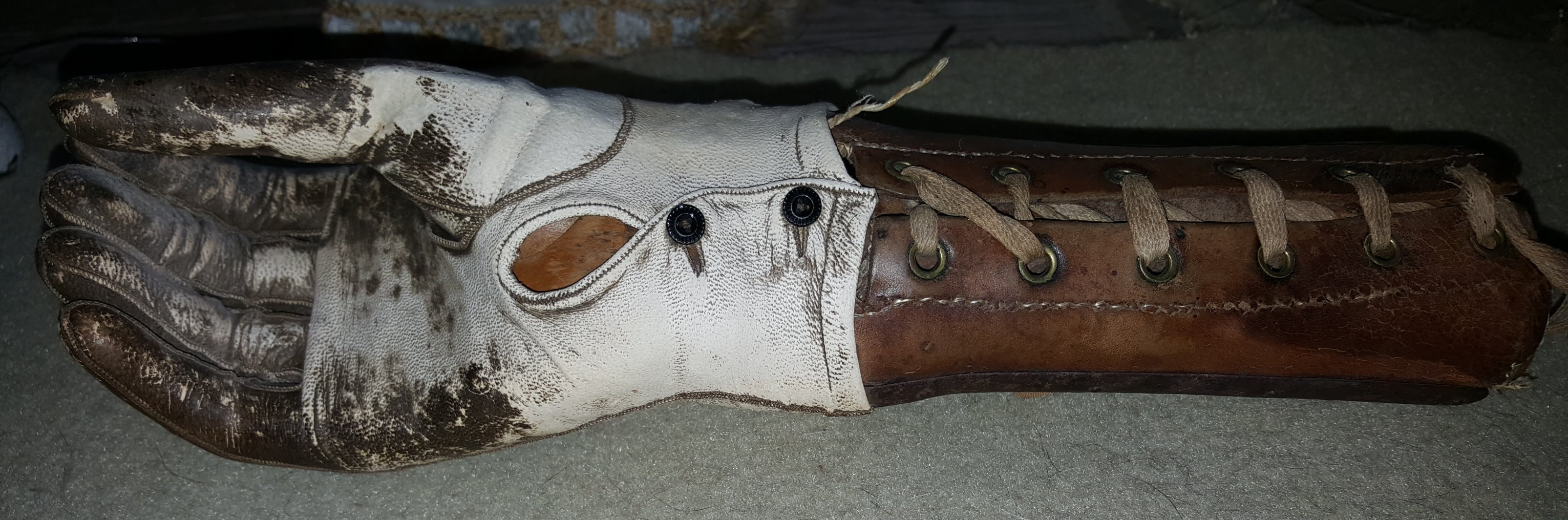
Prothèse de main droite, créée en 1862 par le comte de Beaufort — vue de la paume.
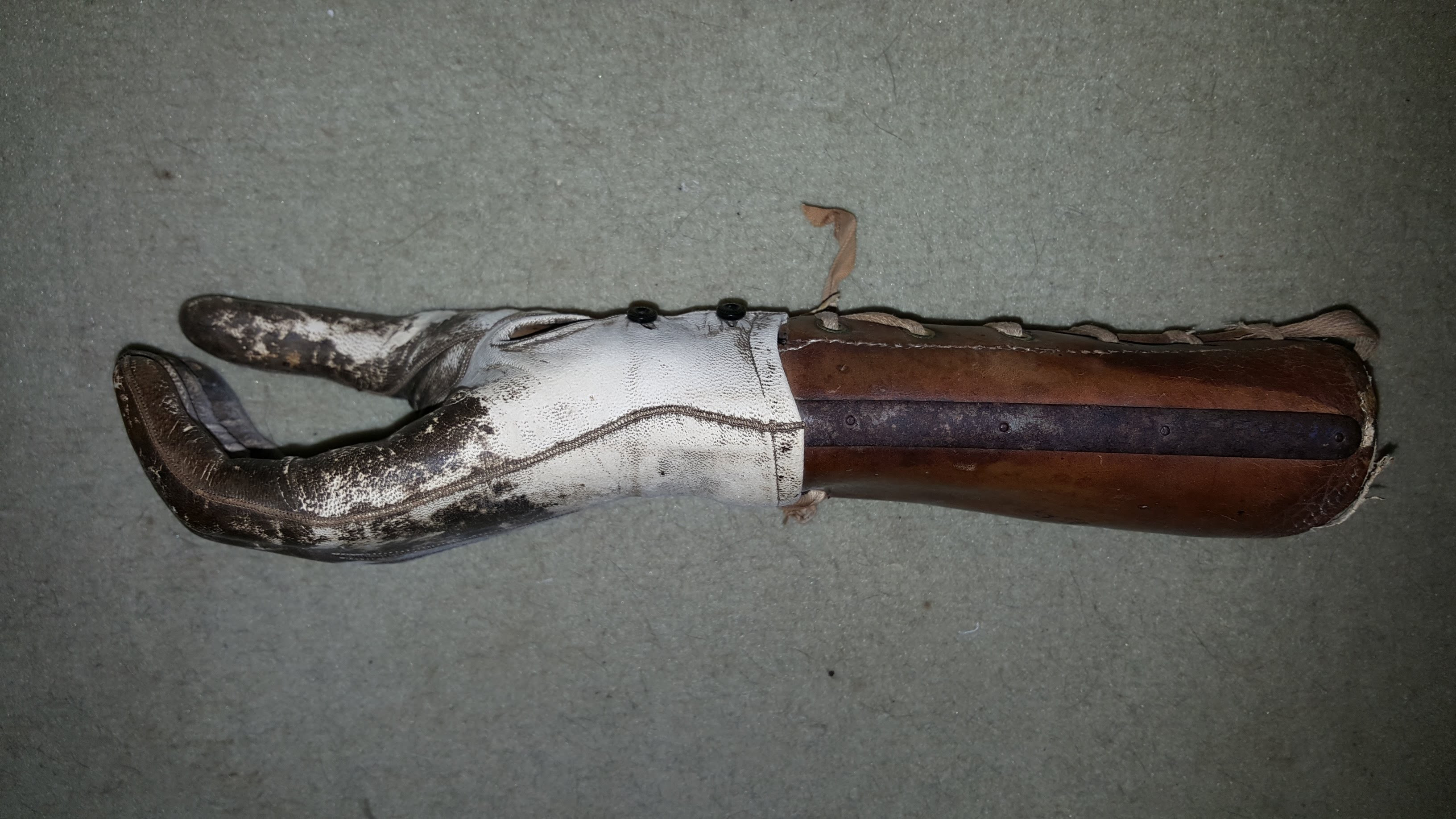
Prothèse de main droite, créée en 1862 par le comte de Beaufort — vue de profil.

- Bionicohand est un projet de prothèse bionique de main do-it-yourself à bas coût, publié sous licence libre.

## Membre inférieur

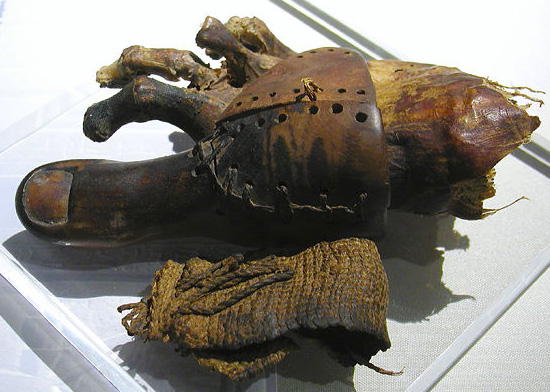
Prothèse de gros orteil en bois (musée du Caire). Il était lié au pied par une gaine de cuir cousue.

Les prothèses de membre inférieur posent des difficultés différentes des prothèses de membre supérieur puisque les articulations prothétiques doivent supporter le poids du corps.
La majorité des amputations concernent des amputations juste au-dessus du genou (transfémorale, 52 %) ou en dessous du genou (transtibial, 38 %)
Ces derniers ont besoin d'un pied/cheville prothétique tandis que les premiers ont besoin d'un genou prothétique en plus.

### Prothèse de genou
On peut séparer les genoux en fonction de la technologie utilisée :
Genou à verrou
Le genou à verrou est une jambe de bois ou jambe raide ne permettant pas d'avoir de flexion de genou. Le verrou permet une flexion du genou pour la position assise.
Genou mécanique/pneumatique/hydraulique
Une grande variété de genou de ce type existent. Ces genoux permettent d'avoir une flexion de genou en phase oscillante (ou pendulaire).
Genou à microprocesseur
Le genou à microprocesseur permet d'avoir un contrôle de la flexion du genou en phase d'appui et/ou de la phase oscillante.

### Prothèse de pied/cheville
Pied SACH

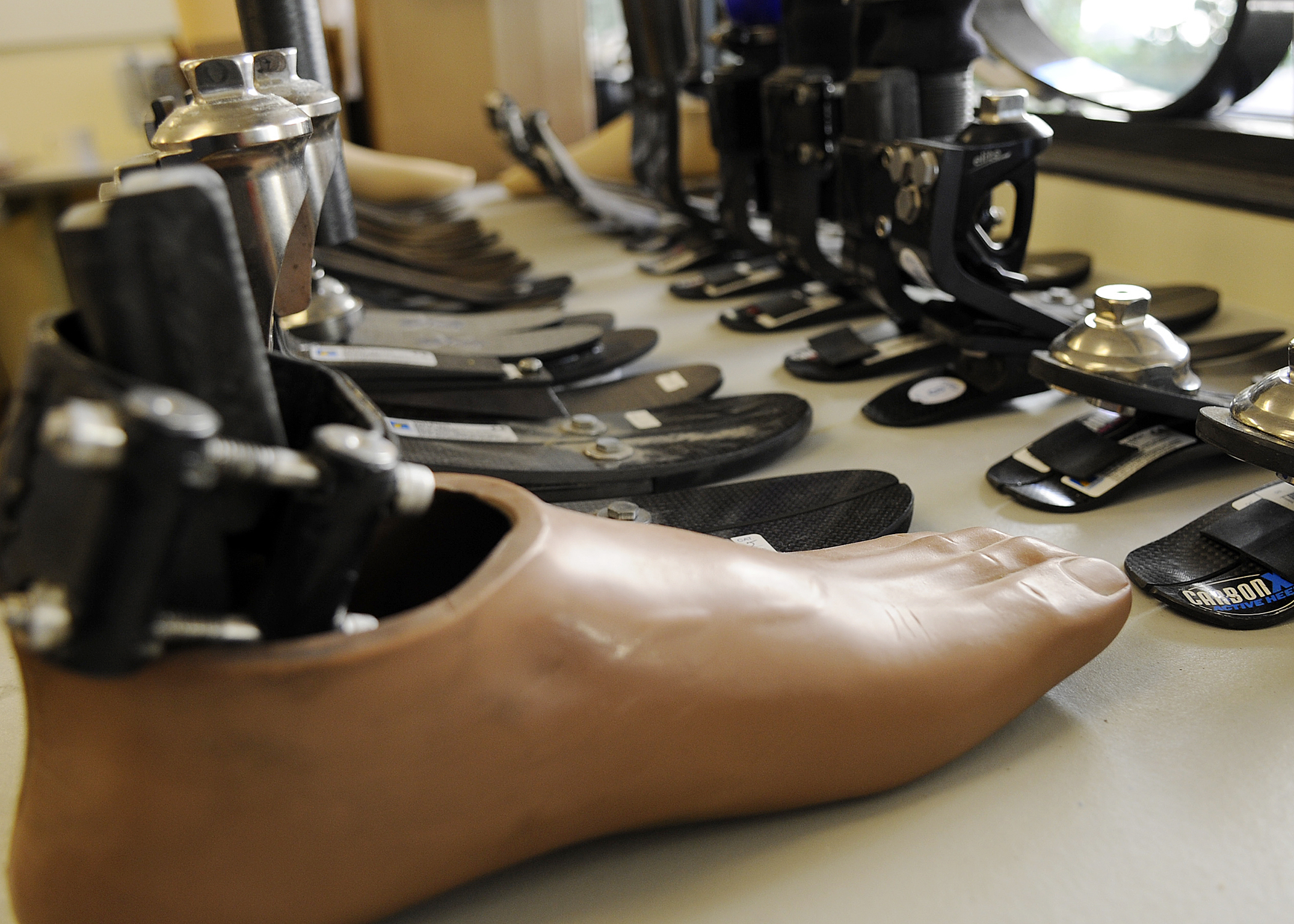
Pied prothétique dit à restitution d'énergie

Le pied SACH (Solid Ankle Cushion Heel) est un pied rigide composé d'une âme en bois et d'une mousse au niveau de l'appui talonnier afin d'amortir le choc lors de la locomotion.
Pied articulé
Pied à restitution d'énergie
Le pied à restitution d'énergie est un pied fait généralement de 2 lames composites en fibre de carbone, une pour le talon et l'autre pour l'avant-pied. La déformation de ces lames permet d'emmagasiner de l'énergie et de la restituer notamment à la fin de la phase d'appui.
Pied à microprocesseur
Ce type de pied a notamment été développé par Hugh Herr à la tête du département de recherche de Biomecanique du MIT. L'ajout d'un microprocesseur permet l'ajout de fonctions comme l'adaptation du pied à la pente, la dorsiflexion du pied en phase oscillante ou encore la commande de la flexion de cheville par EMG.
Lame de courses

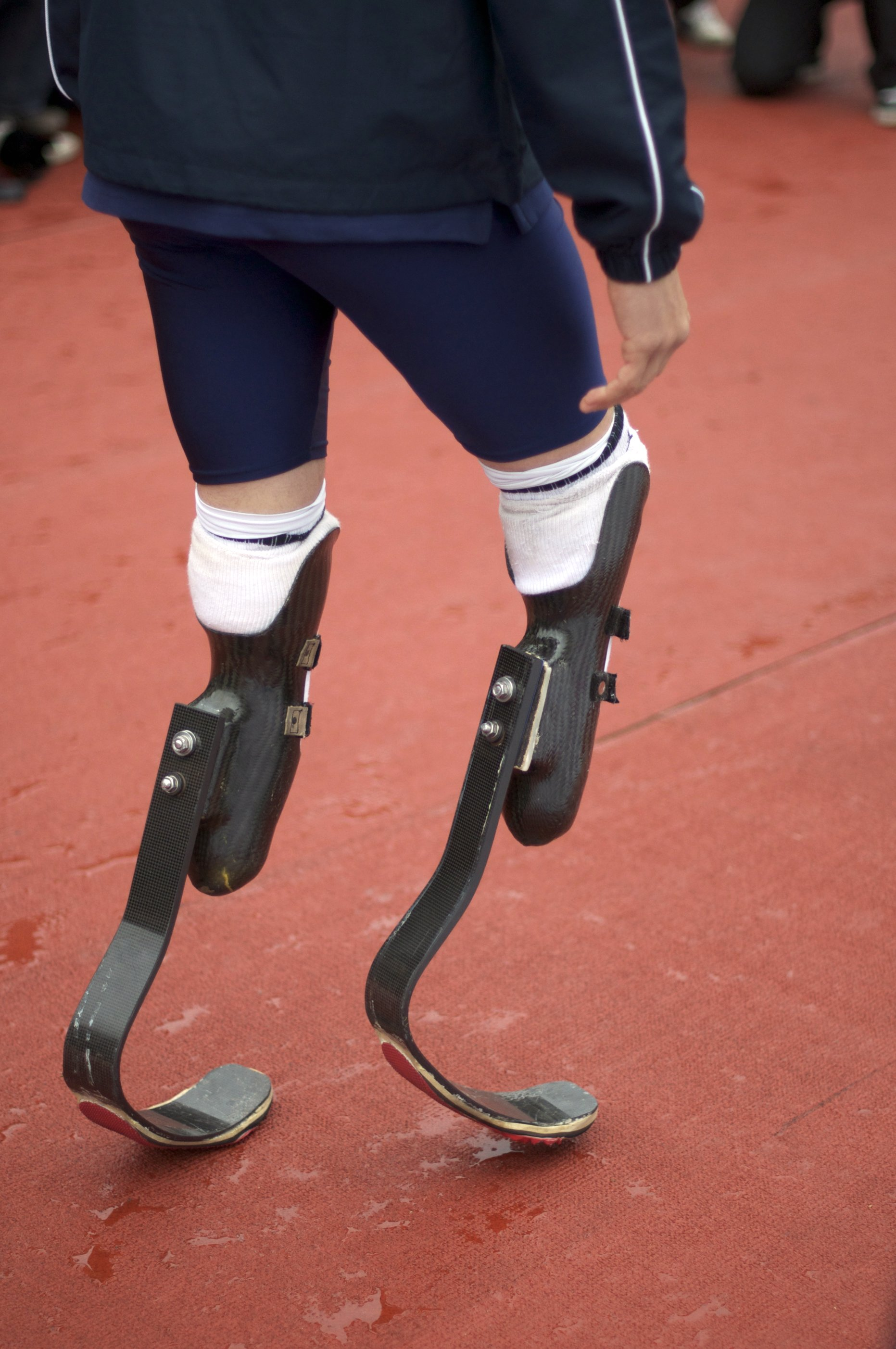
Lames de courses d'Oscar Pistorius en 2011.

Comme le pied à restitution d'énergie, la lame de course est composée d'une lame composite en fibre de carbone. Ces pieds prothétiques — popularisés par leur utilisation par Oscar Pistorius — ne sont faits que pour la course puisqu'ils ne possèdent pas de lame talon.